# 안드로이드 (로봇)

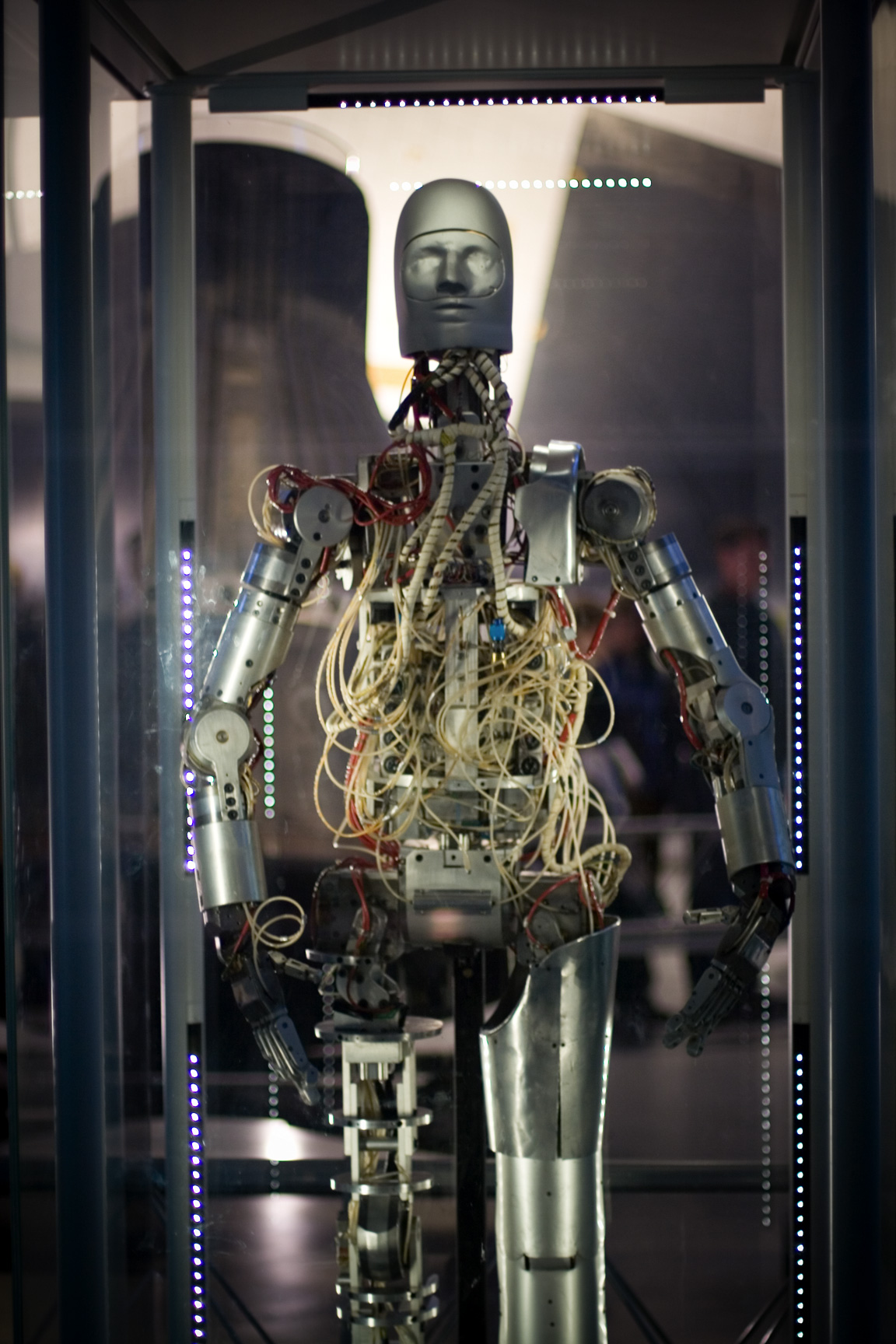
안드로이드

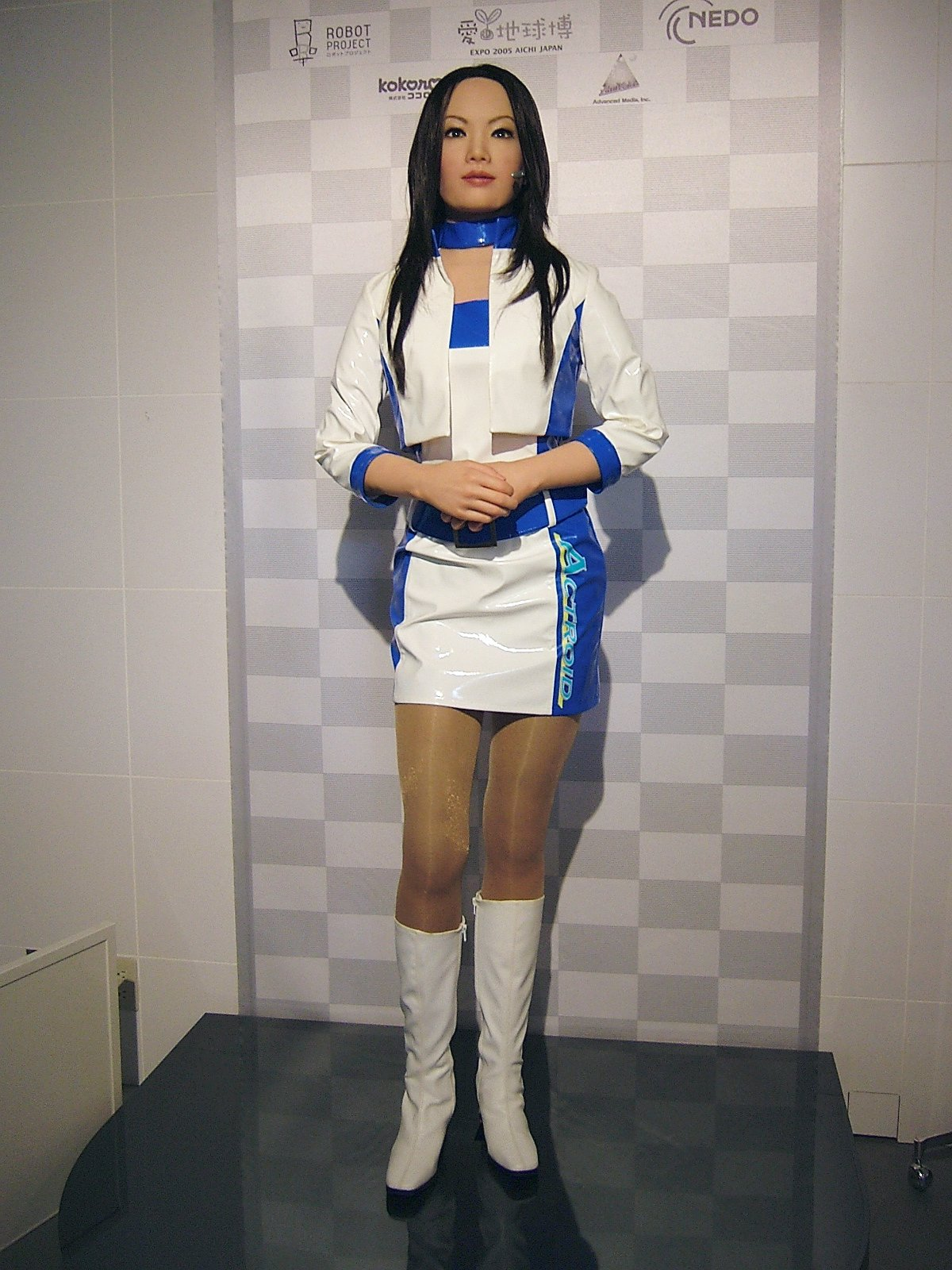
일본의 안드로이드 DER 01

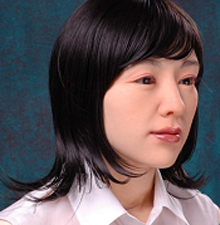
한국의 안드로이드 Ever-2

안드로이드(android)는 모습과 행동이 인간을 닮은 로봇(humanoid robot)이다. 그리스어 ανήρ(anēr, man)의 파생 단어인 ανδρός를 어원으로 하며, 원 뜻은 "인간형"이다. 영어 "man"이 남성만을 뜻하기도 하므로 여성형 안드로이드는 가이노이드(Gynoid, gyneka + ~oid), 페미노이드(female+android)라 부르기도 한다. 안드로이드에 대한 최초의 개념은 1270년 알베르투스 마그누스에게까지 거슬러 올라가며, 1886년 프랑스의 작가 오귀스트 드 빌리에 드 릴라당의 소설 《미래의 이브》에 등장하여 널리 알려지게 되었다. 또한 전통적으로 소설이나 SF의 영향에 의해 기계 로봇보다는 원형질로 배양해 피부와 장기조직까지 진짜 사람과 유사하게 만든 인조인간을 지칭하는 개념으로 많이 사용되었다. 외형만 인간과 닮은 형태를 취하는 휴머노이드 로봇을 포괄하는 개념이다.
안드로이드는 많은 과학 소설과 영화의 소재가 되고 있다. 몇몇 나라와 회사가 인간형 로봇을 만들기도 하였다.

## 안드로이드의 정의
인간의 피부나 체모 그리고 동작 및 표정이 닮은 로봇이다.

## 개발 배경
로봇에 대한 연구는 공장과 같은 정형화된 공간에서 정밀 반복 작업을 하는 로봇의 연구에서 점차로 사회나 가정과 같은 비정형화된 공간에서 다양한 서비스를 수행하는 지능형 로봇에 대한 연구로 옮겨 가고 있다. 또한 로봇의 기능은 사람의 일을 대신해 주는 것으로부터 인간에게 지식이나 정보를 주거나 인간과 감정을 교류하고 즐거움을 주는 것까지 확대되고 있다. 이에 따라 로봇의 개발에 있어서 주변을 인식하고 행동을 판단하는 지능적인 요소와 감성 교류와 같은 인간과의 상호작용이 매우 중요한 요소로 부각되고 있다.

## 제작 계획
2007년 8월 현재 몇몇의 안드로이드 제작 계획이 성공을 거두었다.

### 일본
일본의 오사카 대학교 로봇 연구소가 아이치현에서 열린 2005년 세계 박람회에서 선보인 DER 01이라는 안드로이드를 발표하였다. 2006년 코코로 사는 이를 발전시킨 DER 02를 발표하였다. 이들 안드로이드는 머리, 손과 팔, 다리 및 발을 움직일 수 있으나 이동을 할 수는 없다. 와세다 대학교와 NTT 도코모가 공동으로 개발한 WD-2는 표정을 짓는 얼굴을 지녔다.

### 한국
한국생산기술연구원은 2003년 세계 최초의 여성 안드로이드 로봇인 에버를 개발했다. 에버(EveR)는 구약성서에 나오는 인류 최초의 여성인 이브(Eve)와 로봇의 ‘R’을 합쳐서 만든 말이다.  2006년 5월 에버원(EveR-I)을 발표하였다. 에버원은 상반신을 움직이고 4가지 표정을 만들 수 있다. 2012년 여수 엑스포에서 더욱 다양한 얼굴 표정을 지을 수 있는 에버를 전시했다.

## 유명한 안드로이드

### 소설
- 아이작 아시모프의 로봇 시리즈 중 일부 로봇: 디센트리얼 맨의 주인공 등

### 만화·애니메이션
- 철완 아톰 중의 일부 아톰(アトム) 주인공
- 마호로매틱 중의 일부 안도우 마호로(安藤まほろ) 주인공
- 큐티 하니 중의 일부 키사라기 하니(如月ハニー) 주인공
- 신조인간 캐산 중의 일부 아즈마 테츠야(東鉄也) 주인공
- 닥터 슬럼프 중의 일부 노리마키 아라레(則巻アラレ) 주인공

### 영화
- 에이리언 시리즈에 등장하는 안드로이드

### 텔레비전 드라마
- 미국의 텔레비전 드라마 시리즈인 안드로메다에는 전함 안드로메다의 아바타인 안드로이드가 등장한다.

## 적용 분야
안드로이드 로봇 기술이 적용 가능한 분야는 다음과 같다.
- 엔터테인먼트 분야 : 자연스러운 모션과 감성 표현이 가능한 쇼/이벤트 로봇, 감성 교류 가능한 지능형 장난감, 감성형 게임, 테마파크.
- 가정/서비스 분야 : 경비 로봇, 안내 로봇, 심부름 로봇, 감성형 실버도우미 로봇.
- 교육 분야 : 감성 대화형 학습기, 피교육자의 감성에 반응하는 교육용 로봇.
- 기타 : 다양한 표정 연출이 가능한 영화 특수효과용 로봇, 군인과 식별이 어려운 군사용 경비 수색 로봇.

## 안드로이드를 소재로 한 작품

### 영화
- 가위손
- 블레이드 러너
- 블레이드 러너 2049
- 써로게이트
- 터미네이터

### 만화 영화
- 핸드 메이드 메이
- 쵸비츠

## 같이 보기
- 로봇
- 사이보그
- 휴머노이드
- 에버 로봇